# دوغ دريكسلر
دوج دريكسلير (بالإنجليزية: Doug Drexler)‏ (ولد في مدينة نيويورك) هو فنان مؤثرات بصرية وفنان ومصمم ونحات ورسام وفنان ماكياج تعاون مع مثل هذه المواهب مثل آل باتشينو ودوستين هوفمان وجيمس كان وميريل ستريب ووارن بيتي. بدأ مسيرته المهنية في صناعة الترفيه في العمل لأسطورة الماكياج ديك سميث في أفلام مثل الجائع والنجم (بالإنجليزية: The Hunger and Starman)‏. كما ساهم أيضًا في ثلاثة رجال وسيدة صغيرة، ونادي القطن، وإف إكس، والرجل الصياد، وديك تريسي. حصل ديك تريسي على جائزة الأوسكار لدريكسلر. بالإضافة إلى جائزة الأوسكار البريطانية وجائزة ساترن لما له من تأثيرات ماكياج خاصة على شخصيات مثل Big Boy Caprice (لعبها آل باتتشينو) و مامبلز (التي لعب دورها هوفمان).

## روابط خارجية
- دوغ دريكسلر على موقع IMDb (الإنجليزية)
- دوغ دريكسلر على موقع قاعدة بيانات الفيلم (الإنجليزية)